# 570
570 (DLXX) a fost un an obișnuit al calendarului iulian.

## Nașteri
- Childebert II, rege merovingian al Australiei (d. 595)
- Profetul Mahomed (Abu al-Qasim Muhammad ibn 'Abd Allah ibn 'Abd al-Muttalib ibn Hashim) în orașul Mecca (azi Arabia Saudită), fondator al religiei islamice (d. 632)

## Decese
- dată necunoscută: Abdullah ibn Abd al-Muttalib  (n. 545)
- dată necunoscută: Ioan Filopon  (n. 490)
- dată necunoscută: Olimpiodor cel Tânăr  (n. 495)